# نداء آلي
النداء الآلي هو الاستغاثة من خلال الهواتف اللاسلكية أو (الجوال) إلى كل من الشرطة والإسعاف والمطافي وغيرها من الخدمات العامة، وهي خاصية وجود (الصفر المحلي أو الدولي) والذي يتيح لمالك الهاتف الثابت أن يتصل بكل أقاليم وولايات دولته، أو يتصل بالدول الأخرى دون الحاجة للذهاب لمقسم الهواتف، وقد تم استخدام النداء الإلى ليكون بمثابة إغاثة فورية حيث يمكن أن تغطي أكبر مساحة ممكنة من أفراد الطوارئ لكي يصلون إلى المستغيث في أسرع وقت إلى أقرب نقطة يوجد بها المستغيث، ومن هنا نستطيع القول بأن النداء الآلي هو الوسيلة السهلة والأسرع للإنقاذ من أي حادث.